# Giro del Piemonte 2021
La 105.ª edición de la clásica ciclista Giro del Piemonte fue una carrera en Italia que se celebró el 7 de octubre de 2021 con inicio en la ciudad Rocca Canavese y final en la ciudad de Borgosesia sobre un recorrido de 168 kilómetros.
La carrera formó parte del UCI ProSeries 2021, calendario ciclístico mundial de segunda división, dentro de la categoría UCI 1.Pro y fue ganada por el británico Matthew Walls del Bora-Hansgrohe. Completaron el podio, como segundo y tercer clasificado respectivamente, el italiano Giacomo Nizzolo del Qhubeka NextHash y el neerlandés Olav Kooij del Jumbo-Visma.

## Equipos participantes
Tomaron parte en la carrera 21 equipos: 13 de categoría UCI WorldTeam invitados por la organización y 8 de categoría UCI ProTeam. Formaron así un pelotón de 143 ciclistas de los cuales acabaron 136. Los equipos participantes fueron:
| WorldTeams (13)- Astana-Premier Tech - Bahrain Victorious - Bora-Hansgrohe - Cofidis - Ineos Grenadiers - Intermarché-Wanty-Gobert Matériaux - Israel Start-Up Nation - Jumbo-Visma - Lotto Soudal - Movistar Team - Qhubeka NextHash - Trek-Segafredo - UAE Team Emirates ProTeams (8)- Androni Giocattoli-Sidermec - Bardiani CSF Faizanè - Eolo-Kometa - Euskaltel-Euskadi - Gazprom-RusVelo - Rally Cycling - Arkéa-Samsic - Vini Zabù |
| |

## Clasificación final
- La clasificación finalizó de la siguiente forma:[3]

| \| Clasificación general \| Clasificación general \| Clasificación general \| Clasificación general \| Clasificación general \| \| Ciclista \| Ciclista \| Equipo \| Tiempo \| \| \| --------------------- \| --------------------- \| ---------------------------------- \| --------------------- \| --------------------- \| \| 1.º \| Matthew Walls \| Bora-Hansgrohe \| 3 h 34 min 47 s \| \| \| 2.º \| Giacomo Nizzolo \| Qhubeka NextHash \| + 0 s \| \| \| 3.º \| Olav Kooij \| Jumbo-Visma \| + 0 s \| \| \| 4.º \| Matteo Trentin \| UAE Team Emirates \| + 0 s \| \| \| 5.º \| Biniam Girmay \| Intermarché-Wanty-Gobert Matériaux \| + 0 s \| \| \| 6.º \| Jakub Mareczko \| Vini Zabù \| + 0 s \| \| \| 7.º \| Riccardo Minali \| Intermarché-Wanty-Gobert Matériaux \| + 0 s \| \| \| 8.º \| Arvid de Kleijn \| Rally Cycling \| + 0 s \| \| \| 9.º \| Amaury Capiot \| Arkéa-Samsic \| + 0 s \| \| \| 10.º \| Stefano Oldani \| Lotto-Soudal \| + 0 s \| \| |                 |                                    |                 |
| |                 |                                    |                 |
| Fuente: ProCyclingStats |                 |                                    |                 |
| Clasificación general |                 |                                    |                 |
| Ciclista | Ciclista        | Equipo                             | Tiempo          |
| 1.º | Matthew Walls   | Bora-Hansgrohe                     | 3 h 34 min 47 s |
| 2.º | Giacomo Nizzolo | Qhubeka NextHash                   | + 0 s           |
| 3.º | Olav Kooij      | Jumbo-Visma                        | + 0 s           |
| 4.º | Matteo Trentin  | UAE Team Emirates                  | + 0 s           |
| 5.º | Biniam Girmay   | Intermarché-Wanty-Gobert Matériaux | + 0 s           |
| 6.º | Jakub Mareczko  | Vini Zabù                          | + 0 s           |
| 7.º | Riccardo Minali | Intermarché-Wanty-Gobert Matériaux | + 0 s           |
| 8.º | Arvid de Kleijn | Rally Cycling                      | + 0 s           |
| 9.º | Amaury Capiot   | Arkéa-Samsic                       | + 0 s           |
| 10.º | Stefano Oldani  | Lotto-Soudal                       | + 0 s           |

## UCI World Ranking
El Giro del Piemonte otorgó puntos para el UCI World Ranking para corredores de los equipos en las categorías UCI WorldTeam, UCI ProTeam y Continental. Las siguientes tablas muestran el baremo de puntuación y los 10 corredores que obtuvieron más puntos:
| Posición              | 1.º | 2.º | 3.º | 4.º | 5.º | 6.º | 7.º | 8.º | 9.º | 10.º | 11.º | 12.º | 13.º | 14.º | 15.º | 16.º-30.º | 31.º-40.º |
| Clasificación general | 200 | 150 | 125 | 100 | 85  | 70  | 60  | 50  | 40  | 35   | 30   | 25   | 20   | 15   | 10   | 5         | 3         |

| Clasificación |                 |                                    |         |
| Posición      | Ciclista        | Equipo                             | General |
| ------------- | --------------- | ---------------------------------- | ------- |
| 1.º           | Matthew Walls   | Bora-Hansgrohe                     | 200     |
| 2.º           | Giacomo Nizzolo | Qhubeka NextHash                   | 150     |
| 3.º           | Olav Kooij      | Jumbo-Visma                        | 125     |
| 4.º           | Matteo Trentin  | UAE Emirates                       | 100     |
| 5.º           | Biniam Girmay   | Intermarché-Wanty-Gobert Matériaux | 85      |
| 6.º           | Jakub Mareczko  | Vini Zabù                          | 70      |
| 7.º           | Riccardo Minali | Intermarché-Wanty-Gobert Matériaux | 60      |
| 8.º           | Arvid de Kleijn | Rally                              | 50      |
| 9.º           | Amaury Capiot   | Arkéa Samsic                       | 40      |
| 10.º          | Stefano Oldani  | Lotto Soudal                       | 35      |